# Laguna Jara
La laguna Jara es una laguna amazónica del noreste de Bolivia, situada al este del departamento del Beni, tiene unas dimensiones de 8,8 km de largo por 2,8 km de ancho y una superficie exacta de 16,5 km², llegando incluso a los 22 km² en época de lluvias, se encuentra a una altitud de 191 m s. n. m.
La laguna Jara tiene una orilla o costa de 21 kilómetros.